# Lampenfieber (Film)
Lampenfieber  ist ein Filmdrama des Regisseurs Kurt Hoffmann aus dem Jahr 1960. Das Augenmerk liegt auf einer Münchner Schauspielschule, deren Schülerinnen und Schüler mit dem Ernst der Schauspielbranche konfrontiert werden.

## Handlung
Lampenfieber ist der Titel des Spielfilms und das ist auch die Emotion der Protagonisten, um die es sich in der Handlung dreht: Junge Schauspielschüler einer Münchner Talentschmiede leben ihren Traum, Schauspieler zu werden. Kleine und größere Probleme des Schauspiel-Nachwuchses sind gekennzeichnet von mehr oder minder talentierten Darstellern. So überzeugt etwa die adrette Evelyne mit ihrem ausgeprägten Selbstbewusstsein, während die auf den ersten Blick eher unscheinbare Gitta durch echtes Talent hervorzutreten vermag.
Die kleine, heile Welt gerät ins Wanken, als sich herausstellt, dass zwischen den Nachwuchsschauspielern nicht immer nur Frieden und Einigkeit herrscht. Von finanziellen Nöten geprägt, beginnt das Nachwuchstalent Gitta eine nächtliche, unbedenkliche, aber lukrative Nebenarbeit aufzunehmen.

## Produktionsnotizen
Die Dreharbeiten begannen am 16. November und endeten Ende Dezember 1959. Die Innenaufnahmen entstanden im Bavaria-Atelier München-Geiselgasteig, die Außenaufnahmen in München.
Elisabeth Urbancic war gemeinsam mit Otto Jaindl und Johannes Waltz, dem Vater von Christoph Waltz, für die Filmbauten verantwortlich. Hans Schweikart unterstützte Heinz Pauck bei der Erstellung des Drehbuchs. Dietrich Haugk und Eberhard Schröder unterstützten Kurt Hoffmann bei der Regie.
Lampenfieber wurde am 3. März 1960 in den Münchner Rathaus-Lichtspielen uraufgeführt. Den späteren Verleih übernahm die Constantin Film AG (München).

## Kritiken
„Episodisch angelegte, etwas lehrhaft geratene Unterhaltung mit einem Blick hinter die Kulissen des Theaters.“

„Mit fast dokumentarischer Gründlichkeit werden von Regisseur Kurt Hoffmann die einzelnen Aspekte der Ausbildung vorgeführt - Sprechtechnik, Improvisationsübungen, Bewegungssicherheit, Rollenstudium und Arbeitskonzentration. Dabei wird manch goldener Traum entzaubert, dafür aber das Ziel immer greifbarer. Eingewoben sind kleine persönliche Geschichten von Lehrerschwarm, Selbstmordversuch. Liebeskummer, Abschwirren zum Film und wiedergefundenem Eheglück.“

„Viel adretter Nachwuchs (Dunja Movar, Gitty Daruga, Elke Sommer, Michael Hinz) bezeugt Talent.“